# 岑克爾嶺
岑克爾嶺（英語：Zenker Ridge），是南極洲的山嶺，位於南喬治亞島，處於昆伯蘭東灣，從鋨山延伸至發現角，由奧托·努登舍爾德率領的瑞典探險隊繪入地圖，現時由南極條約體系管理。